# Pseudocleta corbula
Pseudocleta corbula är en kräftdjursart som först beskrevs av Willey.  Pseudocleta corbula ingår i släktet Pseudocleta och familjen Laophontidae. Inga underarter finns listade i Catalogue of Life.